# Son Altesse Royale
Pour les articles homonymes, voir Altesse et Son Altesse Royale (homonymie).
Son Altesse Royale (abréviation : S. A. R.) ; au pluriel : Leurs Altesses Royales (abréviation : LL. AA. RR.) est un prédicat honorifique placé devant les prénoms ou les titres de certains membres de certaines familles royales qui ne sont ni roi ni reine (dont le prédicat est Sa Majesté). Il s'emploie, en outre, quand on parle de princes et de princesses qui naissent au sein d'une famille royale ou qui y sont admis par mariage.
Les titres d'appel correspondants sont Monseigneur pour les hommes et Madame pour les femmes.

## Monarchie britannique
Dans la monarchie britannique, le prédicat d'altesse royale accompagne généralement le titre de prince ou de princesse. C'est une distinction importante lorsqu'un prince porte un autre titre, comme celui de duc (ou quand une princesse est également duchesse) et par lequel il peut être désigné. Par exemple, « Son Altesse Royale le duc de Connaught et Strathearn » était prince et membre de la famille royale britannique tandis que « Sa Grâce le duc de Norfolk» (comme tous les autres ducs britanniques non-royaux), bien que duc également, ne l'était pas et se distinguait donc des ducs royaux par le prédicat de Sa Grâce (S.G.), inférieur à celui de Son Altesse Royale (S.A.R.). 
Au Royaume-Uni, une lettre patente publiée le 28 août 1996 précise que le prédicat d'altesse royale attribué au conjoint d'un membre de la famille royale britannique, lors de son mariage, ne doit plus être porté après un divorce. C'est pourquoi Lady Diana Spencer, après son divorce d'avec Charles, prince de Galles, était simplement appelée « Diana, princesse de Galles » (en anglais : Diana, Princess of Wales). De même pour Sarah Ferguson, qui depuis son divorce avec le prince Andrew, duc d'York, est appelée « Sarah, duchesse d'York », en remplacement de Son Altesse Royale la duchesse d'York (durant son mariage). 
De plus, les altesses royales (par cette appellation) ne sont pas désignées par leur nom de famille mais par leur titre ou par le nom de leur pays.
Concernant l'actuelle famille royale britannique, le patronyme utilisé en dehors des prédicats est Windsor pour les descendants de George V, bien que les descendants d'Élisabeth II en ligne masculine ne portant pas de titre royal utilisent Mountbatten-Windsor, conformément aux lettres patentes de février 1960 et que les princes William et Harry, enfants du Roi Charles III utilisaient le patronyme Wales (Galles) lorsque le Roi était encore Prince de Galles.[non pertinent]
Le 6 février 1840, quatre jours avant de l'épouser, la reine Victoria avait octroyé le prédicat d'altesse royale au prince Albert, qui était jusqu'alors Son Altesse Sérénissime le prince Albert de Saxe-Cobourg et Gotha, duc en Saxe.